# 연기군의 국회의원

## 행정구역 변천
- 1945년 8월 15일 충청남도 연기군
- 1995년 전동면에 충청북도 청원군 강외면 심중리를 편입시키고, 동면에서 갈산리가 충청북도 청원군 부용면에 편입되었다. 이때 전의면소정출장소가 소정면으로 승격되었다.
- 2012년 7월 세종특별자치시에 편입,세종시의 출범 이전에 실시되는 대한민국 제19대 총선의 선거구 또한 세종특별자치시지역을 선거하였다.[1][2]

## 연기군의 역대 국회의원 일람
| 대수         | 이름           | 소속정당           | 임기                               | 선거구역                             | 개표결과 |
| ------------ | -------------- | ------------------ | ---------------------------------- | ------------------------------------ | -------- |
| 제1대        | 진헌식(陳憲植) | 대한독립촉성국민회 | 1948년 5월 31일 ~ 1950년 5월 30일  | 연기군 일원                          | 보기     |
| 제2대        | 이긍종(李肯鍾) | 무소속             | 1950년 5월 31일 ~ 1951년 1월 24일  | 연기군 일원                          |          |
| 제2대        | 이범승(李範昇) | 무소속             | 1952년 2월 6일 ~ 1954년 5월 30일   | 연기군 일원                          |          |
| 제3대        | 유지원(柳志元) | 자유당             | 1954년 5월 31일 ~ 1958년 5월 30일  | 연기군 일원                          |          |
| 제4대        | 유지원(柳志元) | 자유당             | 1958년 5월 31일 ~ 1960년 7월 28일  | 연기군 일원                          |          |
| 제5대 민의원 | 성태경(成泰慶) | 민주당             | 1960년 7월 29일 ~ 1961년 5월 16일  | 연기군 일원                          |          |
| 제6대        | 김용태(金龍泰) | 민주공화당         | 1963년 12월 17일 ~ 1967년 6월 30일 | 대덕군·연기군 일원                   |          |
| 제7대        | 김용태(金龍泰) | 민주공화당         | 1967년 7월 1일 ~ 1971년 6월 30일   | 대덕군·연기군 일원                   |          |
| 제8대        | 김제원(金濟源) | 민주공화당         | 1971년 7월 1일 ~ 1972년 10월 17일  | 대덕군·연기군 일원                   |          |
| 제9대        | 유진산(柳珍山) | 신민당             | 1973년 3월 12일 ~ 1979년 3월 11일  | 금산군·대덕군·연기군 일원(제3선거구) |          |
| 제9대        | 김제원(金濟源) | 민주공화당         | 1973년 3월 12일 ~ 1979년 3월 11일  | 금산군·대덕군·연기군 일원(제3선거구) |          |
| 제10대       | 이준섭(李俊燮) | 민주공화당         | 1979년 3월 12일 ~ 1980년 10월 27일 | 대덕군·금산군·연기군 일원            |          |
| 제10대       | 유한열(柳漢烈) | 신민당             | 1979년 3월 12일 ~ 1980년 10월 27일 | 대덕군·금산군·연기군 일원            |          |
| 제11대       | 천영성(千永星) | 민주정의당         | 1981년 4월 11일 ~ 1985년 4월 10일  | 대덕군·금산군·연기군 일원            |          |
| 제11대       | 유한열(柳漢烈) | 민주한국당         | 1981년 4월 11일 ~ 1985년 4월 10일  | 대덕군·금산군·연기군 일원            |          |
| 제12대       | 천영성(千永星) | 민주정의당         | 1985년 4월 11일 ~ 1988년 5월 29일  | 대덕군·금산군·연기군 일원            |          |
| 제12대       | 유한열(柳漢烈) | 민주한국당         | 1985년 4월 11일 ~ 1988년 5월 29일  | 대덕군·금산군·연기군 일원            |          |
| 제13대       | 이인구(李麟求) | 신민주공화당       | 1988년 5월 30일 ~ 1992년 5월 29일  | 대덕군·연기군 일원                   |          |
| 제14대       | 박희부(朴熙富) | 통일국민당         | 1992년 5월 30일 ~ 1996년 5월 29일  | 연기군 일원                          |          |
| 제15대       | 김고성(金高盛) | 자유민주연합       | 1996년 5월 30일 ~ 2000년 5월 29일  | 연기군 일원                          |          |
| 제16대       | 정진석(鄭鎭碩) | 자유민주연합       | 2000년 5월 30일 ~ 2004년 5월 29일  | 공주시·연기군 일원                   |          |
| 제17대       | 오시덕(吳施德) | 열린우리당         | 당선 무효                          | 공주시·연기군 일원                   |          |
| 제17대       | 정진석(鄭鎭碩) | 무소속             | 2005년 5월 1일 ~ 2008년 5월 29일   | 공주시·연기군 일원                   |          |
| 제18대       | 심대평(沈大平) | 자유선진당         | 2008년 5월 30일 ~ 2012년 5월 29일  | 공주시·연기군 일원                   |          |

## 같이 보기
- 세종특별자치시의 국회의원
- 공주시의 국회의원
- 대덕군의 국회의원
- 대덕군·연기군
- 연기군 (1992년 선거구)
- 공주시·연기군